# Trogon à tête noire
Trogon melanocephalus
Espèce
Statut de conservation UICN

 LC  : Préoccupation mineure
Le Trogon à tête noire (Trogon melanocephalus) est une espèce d'oiseau de la famille des Trogonidae.

## Taxonomie
Cette espèce est parfois considérée par certains auteurs comme étant une sous-espèce de Trogon citreolus.

## Sous-espèces
Cet oiseau est représenté par deux sous-espèces :
- Trogon melanocephalus melanocephalus ;
- Trogon melanocephalus illaetabilis.

## Distribution
Son aire s'étend du sud-est du Mexique au nord du Costa Rica.